# Emil Gelny
Emil Gelny (* 28. März 1890 in Wien; † 28. März 1961 in Bagdad) war ein österreichischer Euthanasiearzt in den niederösterreichischen Heil- und Pflegeanstalten Gugging und Mauer-Öhling.

## Leben
Gelny hatte am 13. Juli 1915 zum Doktor der Medizin promoviert und dann als praktischer Arzt in Klosterneuburg gearbeitet. Laut der Anklageschrift im späteren Gelny-Prozess soll er dort illegale Schwangerschaftsabbrüche vorgenommen haben. Nach einem dreimonatigen Praktikum an der psychiatrisch-neurologischen Klinik Pölzl im Wiener Allgemeinen Krankenhaus erhielt er am 4. August 1943 vom Gauärzteführer Richard Eisenmenger den Titel „Facharzt für Geistes- und Nervenkrankheiten“ zuerkannt. Er war ein früher Anhänger des Nationalsozialismus in Österreich, trat 1932 der SA und zum 24. November desselben Jahres der NSDAP bei (Mitgliedsnummer 1.308.468), später auch dem NS-Ärztebund und der NSV. Er hatte sich auch an den Vorbereitungen für den Putschversuch der Nationalsozialisten im Juli 1934 beteiligt.

## Beteiligung an der NS-Euthanasie
Aufgrund des ihm zuerkannten Titels und seiner guten Beziehungen zu Gauleiter Hugo Jury und zum Gauhauptmann von Niederdonau Josef Mayer wurde er am 1. Oktober 1943 mit der Leitung der beiden Heil- und Pflegeanstalten Gugging und Mauer-Öhling betraut. Bereits im Rahmen der bis 1941 laufenden T4-Aktion waren etwa 675 Patienten in die NS-Tötungsanstalt Hartheim verbracht worden. Die Tätigkeiten der beiden bisherigen Anstaltsleiter wurden auf administrative Aufgaben begrenzt und ihm wurde als ärztlichem Direktor der medizinische Dienst übertragen. Bald darauf tauchten erste Gerüchte auf, dass jetzt in Gugging euthanasiert werde. Ab November 1944 wurde dies auch in der Anstalt Mauer-Öhling praktiziert. Mithilfe des Abteilungsvorstandes Josef Utz und des dort beschäftigten Pflegepersonals wurden von ihm mindestens 39 Patienten mit Tabletten und Injektionen zu Tode gebracht. Er sprach ungeniert davon, dass es unter den Pfleglingen „viele unnütze Esser“ gebe, während tausende Soldaten ihr Leben lassen müssten, und „diese unnützen Esser gehörten daher weg“. Gelny genoss den Rückhalt der Berliner Euthanasiebürokratie und sah keine Veranlassung, seine Taten zu verbergen. Im Sommer 1944 fand in Gugging eine Versammlung von zahlreichen Psychiatern aus dem „Altreich“ statt. Er nutzte dieses Forum für eine Vorführung seines elektrischen Tötungsapparates.
Nachdem er Ende 1944 von Mauer-Öhling nach Gugging zurückgekehrt war, hörten die Patiententötungen in Mauer-Öhling schlagartig auf. Anfang April 1945 kehrte er auf dem Fahrrad wieder nach Mauer-Öhling zurück und tötete persönlich bis Kriegsende unter Mitwirkung vieler Pfleger weitere 149 Patienten mit einem von ihm zum Tötungsinstrument umfunktionierten Elektroschocker. Wie er dem mit Verwaltungsaufgaben betrauten Scharpf mitteilte, wollte er noch weitere 700 bis 800 Pfleglinge ermorden; dies wurde aber durch den schnellen Vormarsch der russischen Armee vereitelt. Aufgrund der Zahl der Todesfälle ist davon auszugehen, dass eine sehr hohe Zahl von Patienten (ca. 600) in den beiden Anstalten ermordet wurde.
Nach Kriegsende tauchte er unter. Ihm gelang bereits 1945 die Flucht nach Syrien und weiter in den Irak, wo er wieder als Arzt praktizierte. Von der Justiz konnte er nicht zur Rechenschaft gezogen werden. In dem Verfahren gegen die weiteren Beteiligten in den beiden Anstalten wurde vom Gericht festgestellt, dass Gelny „brutal, herzlos, hemmungslos, ohne ärztliches Ethos eines Geistes und Sinnes mit seinen verbrecherischen Auftraggebern war“.